# Tamolanica pectoralis
Tamolanica pectoralis es una especie de mantis de la familia Mantidae.

## Distribución y hábitat
Se encuentra en Nueva Guinea.